# انوو (استان دوبریچ)
انوو (به بلغاری: Enevo) یک منطقهٔ مسکونی در بلغارستان است که در شهرستان دوبریچکا واقع شده‌است.